# Alipes madegassus
Alipes madegassus är en mångfotingart som beskrevs av Henri Saussure och Leo Zehntner 1902. Alipes madegassus ingår i släktet Alipes och familjen Scolopendridae.
Artens utbredningsområde är Madagaskar. Inga underarter finns listade i Catalogue of Life.